# توم ويلسون (لاعب كرة قدم أمريكية)
توم ويلسون (بالإنجليزية: Tom Wilson)‏ هو لاعب كرة قدم أمريكية أمريكي، ولد في 24 فبراير 1944 في كورسيكانا في الولايات المتحدة، وتوفي في 10 أغسطس 2016.